# Famille de Caulaincourt
Pour les articles homonymes, voir Caulaincourt.
La famille de Caulaincourt est une famille noble française de l'Ancien Régime, originaire du Vermandois, en Picardie, dont la filiation était suivie depuis 1380. 
Dans la seconde moitié du XVIIe siècle, elle se subdivisa en deux branches, l'aînée restée picarde, l'autre implantée en Normandie. L'une et l'autre de ces deux branches s'éteignirent en 1896, à quelques semaines d'intervalle.
François Armand de Caulaincourt, descendant de la branche aînée, fut titré marquis par lettres patentes de décembre 1714, ses seigneuries de Caulaincourt, Trefcon, Beauvois et Tombes étant réunies en marquisat de Caulaincourt.
La Maison de Caulaincourt fut admise quatre fois aux Honneurs de la Cour, en 1751, 1767, 1771 et 1780.
En 1808, Armand Augustin, 5e marquis de Caulaincourt, descendant de François Armand, fut titré duc de Vicence par Napoléon Ier, dont il était le grand écuyer.
La Maison de Caulaincourt a compté dans ses rangs des militaires, diplomates et hommes politiques qui ont servi la Monarchie, puis le Premier Empire et le Second Empire, dont :
- Gabriel Louis de Caulaincourt, marquis de Caulaincourt, (1749-1808, lieutenant-général et sénateur sous l'Empire
  - Armand Augustin Louis de Caulaincourt, marquis et duc de Vicence (1773-1827), général de division, ministre, diplomate notamment en Russie et sénateur 
    - Armand Alexandre Joseph Adrien de Caulaincourt, duc de Vicence (1815 -1896), diplomate et sénateur du Second Empire,
    - Hervé Anne Olivier Henri Adrien de Caulaincourt, marquis (1819-1865), député au Corps législatif

  - Auguste Jean-Gabriel de Caulaincourt (1777-1812), général de division tué à la bataille de la Moskova et frère dArmand Augustin, 5e marquis de Caulaincourt.

Le nom « de Caulaincourt de Vicence » a été relevé par adjonction en 1897 par Albéric de Viel de Lunas d'Espeuilles (époux d'Adrienne de Caulaincourt de Vicence), autorisé par décret du 11 juillet 1897. Ce décret l'autorise, ainsi que son fils Adrien, à ajouter à son nom celui de Caulaincourt de Vicence .

## Alliances
Les principales alliances de la famille de Caulaincourt sont : Le Cat d'Hervilly, de Barandier de La Chaussée d'Eu (1770), d'Aubusson de La Feuillade (1812), de Carbonnel de Canisy (1814), Perrin de Cypierre (1849), de Croix (1853), de Viel de Lunas d'Espeuilles (1872), de Sarret de Coussergues (1875), de Kergorlay (1880), etc.

## Postérité
- À Paris :
  - Rue Caulaincourt